# Manuel Camilo Vial Risopatrón
Manuel Camilo Vial Risopatrón ISch (Santiago, 20 de maio de 1935) é prelado chileno da Igreja Católica Romana. É bispo emérito da Diocese de Temuco, a qual governou de 2001 a 2013. Serviu anteriormente como bispo auxiliar da Arquidiocese de Santiago do Chile, de 1980 a 1983, e como ordinário da Diocese de San Felipe, de 1983 a 2001.

## Biografia
Nasceu em Santiago, Chile, o primeiro dos oito filhos de María Josefina Risopatrón Garmendia e Manuel Camilo Vial Palma.
Realizou seus estudos no Colégio dos Sagrados Corações de Santiago, do qual egressou em 1952. Iniciou o curso de Direito na Universidade do Chile em 1953, mas retirou-se, logo no ano seguinte, para ingressar no Seminário dos Padres Palotinos na Suíça. Entre os ano de 1956 e 1962, estudou filosofia e teologia na Universidade de Friburgo, Suíça.
Foi ordenado sacerdote em 16 de julho de 1961, em Friburgo, por imposição das mãos de Dom Manuel Larraín Errázuriz, bispo de Talca. Ingressou no Instituto Secular dos Padres de Schoenstatt no momento de sua fundação em 1965.
Retornou ao Chile em setembro de 1962, assumindo seu primeiro encargo sacerdotal como vigário nas paróquias de Nossa Senhora das Dores, em Carrascal, e de Santo Henrique, em Chimbarongo. Pároco de Nossa Senhora do Perpétuo Socorro em Temuco, de 1967 a 1972. Assessor do Movimento de Schoenstatt, entre 1972 e 1980, nas dioceses de Concepción, Los Ángeles e Chillán.
Foi Diretor do Departamento de Serviço Social do Arcebispado de Concepción correspondente ao Vicariato da Solidariedade, instituto criado para defender os direitos humanos face à ditadura de Augusto Pinochet, entre 1973 e 1980. A partir de 1978, assumiu também a direção do Departamento de Pastoral Familiar na mesma arquediocese.
O Papa João Paulo II nomeou-o bispo titular de Pauzera e auxiliar da Arquidiocese de Santiago do Chile em 21 de março de 1980, e sua consagração episcopal foi celebrada em Santiago em 18 de maio seguinte, presidida por Dom Raúl Silva Henríquez, SDB, cardeal-arcebispo de Santiago, auxiliado por Dom Bernardino Piñera Carvallo, bispo emérito de Temuco, e por Dom Francisco José Cox Huneeus, seu coirmão, bispo de Chillán. Seu lema episcopal é: Bom Pastor, Pai dos Pobres. Atuou como vigário episcopal da Zona Sul.
O Sumo Pontífice transferiu-o para a Diocese de San Felipe, sufragânea de Santiago, como seu ordinário, em 21 de dezembro de 1983. Tomou posse em 28 de janeiro de 1984, sucedendo a Dom Francisco de Borja Valenzuela Ríos, que, por sua vez, fora removido para a Diocese de Valparaíso, meses antes.
Em 21 de setembro de 2001, João Paulo II elegeu-o bispo de Temuco, diocese sufragânea de Concepción, assumindo a diocese em 4 de novembro seguinte como sucessor de Dom Sergio Otoniel Contreras Navia, jubilado por atingir o limite etário estipulado pelo Código Canônico.
Na Conferência Episcopal foi membro da Comissão Permanente, da Comissão Pastoral do Episcopado, Presidente da Área Educativa e Membro do Conselho de Administração da Conferência Episcopal. Também foi secretário geral dessa instituição por dois mandatos, entre 1999 e 2004, e também presidente da Pastoral Social Cáritas por duas vezes, de 2007 a 2012.
O Papa Bento XVI aceitou sua renúncia ao múnus episcopal por sua idade em 14 de maio de 2013, designando pelo mesmo ato seu sucessor na pessoa de Dom Héctor Eduardo Vargas Bastidas, SDB, removido de San Marcos de Arica. Dom Manuel continuou administrando a diocese interinamente até a posse de Dom Héctor dois meses depois.